# Прапор Софіївського району
Пра́пор Софі́ївського райо́ну затверджений 3 листопада 2006 р. рішенням № 71-7/V сесії Софіївської районної ради.

## Опис
Квадратне полотнище поділене горизонтально на синю і зелену смуги у співвідношенні 2:3. На верхній частині жовтий сонях із білою серединою, поверх якого жовтий колос у стовп, оповитий червоною стрічкою.
Комп'ютерна графіка — В. М. Напиткін.